# Niverville (Manitoba)
Pour les articles homonymes, voir Niverville.
Niverville est une petite ville du Manitoba située à environ 30 kilomètres au sud de Winnipeg. En forte croissance démographique, la population est passée entre 2016 est 4 083.

## Démographie
| 2001  | 2006  | 2011  | 2016  |
| ----- | ----- | ----- | ----- |
| 1 921 | 2 464 | 3 224 | 4 083 |